# 1206
- Wikisource

| Calendário gregoriano                                                        | 1206 MCCVI                                             |
| Ab urbe condita                                                              | 1959                                                   |
| Calendário arménio                                                           | 655 – 656                                              |
| Calendário bahá'í                                                            | -638 – -637                                            |
| Calendário budista                                                           | 1750                                                   |
| Calendário chinês                                                            | 3902 – 3903 Início a 10 de fevereiro (aproximadamente) |
| Calendário copta                                                             | 922 – 923                                              |
| Calendário etíope                                                            | 1198 – 1199                                            |
| Calendários hindus - Vikram Samvat - Calendário nacional indiano - Cáli Iuga | 1261 – 1262 1127 – 1128 4306 – 4307                    |
| Calendário Holoceno                                                          | 11206                                                  |
| Calendário islâmico                                                          | 602 – 603                                              |
| Calendário judaico                                                           | 4966 – 4967                                            |
| Calendário persa                                                             | 584 – 585                                              |
| Calendário rúnico                                                            | 1456                                                   |
| Calendário solar tailandês                                                   | 1749                                                   |

1206 (MCCVI na numeração romana) foi um ano comum do século XIII do Calendário Juliano, da Era de Cristo, a sua letra dominical foi A (52 semanas), teve início a um domingo e terminou também a um domingo.
No território que viria a ser o reino de Portugal estava em vigor a Era de César que já contava 1244 anos.
| Ano completo                    |
| ------------------------------- |
| Ano comum com início ao domingo |

## Eventos
- Temudjin proclama-se Genghis Khan ("supremo soberano") após unificar todas as tribos da Mongólia e fundar o Império Mongol.
- Idanha-a-Nova, Portugal, Fundação do município (ou foral).

## Nascimentos
- Bela IV da Hungria m. 1270), foi rei da Hungria entre 1235 e 1270.
- Maria Lascarina, foi rainha da Hungria pelo casamento, m. 1270.

## Mortes
- 4 de Junho - Adélia de Champagne, foi rainha consorte de França, n. 1140.